# 282 a. C.
El año 282 a. C. fue un año del calendario romano prejuliano. En el Imperio romano se conocía como el Año 472 Ab urbe condita.

## Acontecimientos
- Se concluye la construcción del Coloso de Rodas.

## Nacimientos
- Ptolomeo III

## Fallecimientos
- Ptolomeo I Sóter, rey (faraón) de Egipto perteneciente a la Dinastía Lágida.

- Datos: Q75558